# Asi (mitologia)

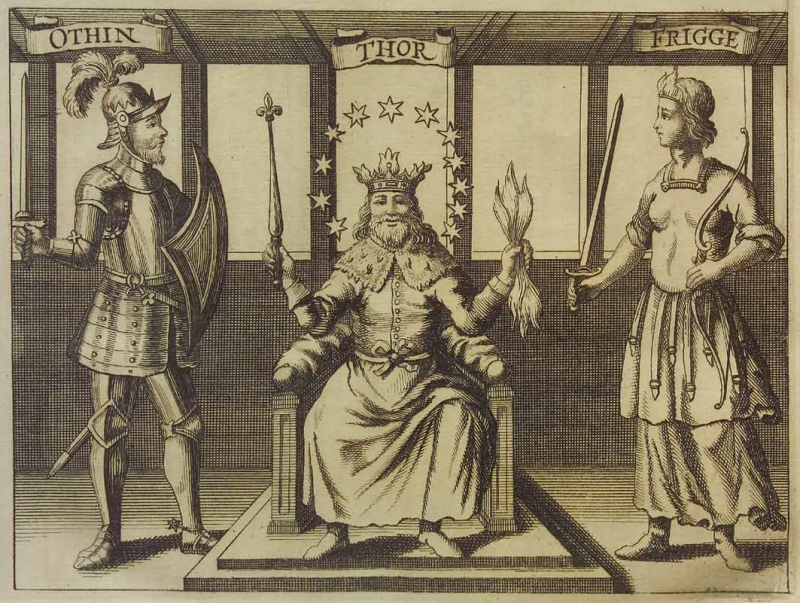
"Othin, Thor und Frigge" da Cimbrische Heyden-Religion (1691, edizione 1702) di Trogillus Arnkiel. I principali Asi, Odino, Thor e Frigga rappresentati in uno stile iconografico medievale, con i simboli della spada (Odino), dello scettro e del fuoco sacro o fascio (Thor) e dell'arco (Frigga).

Nella religione germanica (o etenismo), gli Asi o Ansi (maschile singolare "Ase", femminile singolare "Asinia" e plurale "Asinie"; in norreno Æsir, al singolare Ás, Áss o anche Ǫss, al femminile singolare Ásynja, al femminile plurale Ásynjur, in inglese antico Ōs al plurale Ēse [inglese moderno: Ase o Anse, pl. Ases o Anses], in alto-tedesco antico Ans al plurale Ensi [tedesco moderno: Ase, pl. Asen], in gotico Ans al plurale Anseis; in forma latinizzata Ansus al plurale Anses), sono gli dèi o spiriti del cielo. La forma proto-germanica è *Ansuz, il cui significato può essere "dio" e "divino" (anche supremo, Odino), "spirito" e "spirituale", e "suono creatore", correlato al sanscrito as, quindi ancora il raggio di luce che emana dalla divinità. La fonte principale sulla religione germanica è l'Edda, compilazione Islandese del XIII secolo di testi del ramo norreno (scandinavo) di tale religione e della sua narrazione mitologica.

## Descrizione
| Asi | Asinie |
| --- | --- |
| - Odino (Óðinn) - Thor (Þórr) - Baldr - Týr - Bragi - Heimdallr - Hǫðr - Hœnir (Víli) - Viðarr - Váli - Forseti - Loki - Lóðurr (Vé) - Hermóðr - Magni - Móði - Ullr - Andhrímnir | - Frigg - Sága - Eir - Gefjun - Iðunn - Fulla - Sjǫfn - Lofn - Vár - Vǫr - Sif - Sigyn - Syn - Nanna - Hlín - Snotra - Gná - Þrúðr |

(Enciclopedia di Heinrich Ahrens, 1857.)
Secondo l'interpretazione evemeristica di Snorri Sturluson, gli Asi erano originari dell'Asia (Asíá in norreno) e da quel luogo si sarebbero spostati seguendo il loro capo Odino verso le terre del nord, fermandosi in Svezia (Svíþjóð). La loro patria d'origine era Ásaheimr ("dimora degli Asi"), anche chiamata Goðheimr ("dimora degli Dèi"), e capitale di tale regno era Ásgarðr ("giardino degli Asi") che Snorri curiosamente identifica con Troia.
Nel racconto riportato nella Saga degli Ynglingar, Ásgarðr era un centro di culto dove si tenevano solenni sacrifici cui presiedevano dodici sacerdoti (díar o drótnar) che erano nel frattempo i capi a cui spettavano le decisioni. Essi poi sarebbero stati divinizzati dai loro sudditi; nel caso di Odino, in particolare, si dice che, prossimo alla morte, lasciò la Svezia affermando che aveva l'intenzione di tornare nella sua antica patria, detta anche Goðheimr ("dimora degli Dèi") e i suoi seguaci credettero che da allora egli vivesse in eterno ritornato ad Ásgarðr.
Nel racconto dell'Edda in prosa, di stampo molto meno evemeristico, Ásgarðr è invece una fortezza celeste, al centro del mondo, che gli dèi hanno costruito per dimorarvi con le proprie famiglie per proteggersi dagli attacchi dei giganti, loro acerrimi nemici. Ad Ásgarðr alla quale si accede solo tramite Bifrǫst, il ponte arcobaleno, è presente un tempio d'oro detto Glaðsheimr, così come tutte le dimore degli dèi e delle dee. È qui presente anche Hliðskjálf, il trono di Odino, oltre all'immenso palazzo di 540 sale che ospita Thor, e al palazzo di Freia, ricco di seggi, destinati ad ospitare la metà dei guerrieri deceduti in battaglia.

## I conflitti con i Vani

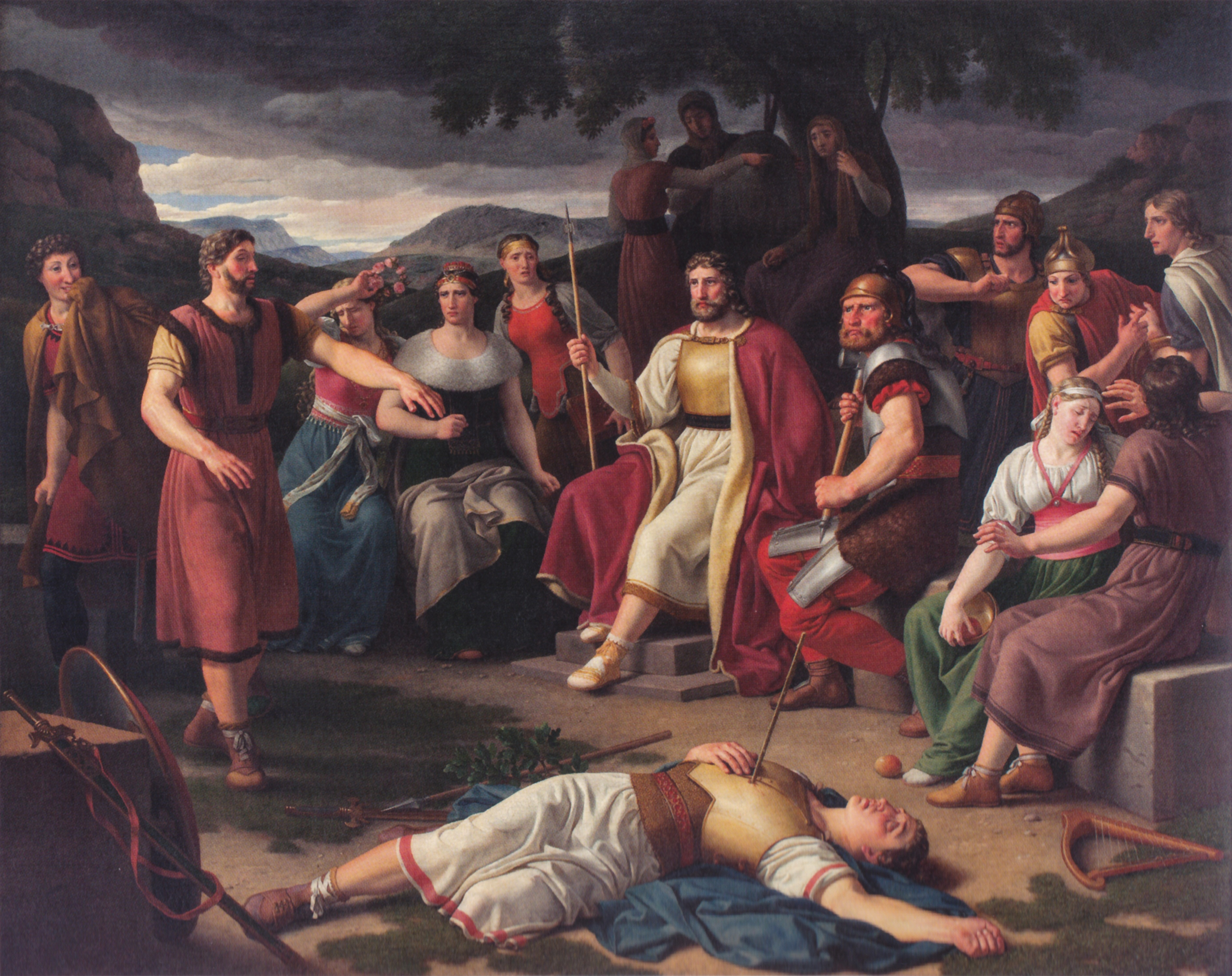
Gli Asi assistono alla morte di Baldr, Christoffer Wilhelm Eckersberg, 1817

Le guerre tra Asi e Vani sono due: la prima avviene nell'età dell'oro della mitologia norrena, quando una misteriosa maga, Gullveig ("Ebbrezza dell'Oro"), si introdusse tra gli Asi, inducendo invidie e discordie, al punto da convincere gli dèi ad una sua condanna a morte. La maga, però è imparentata con una divinità dei Vani, i quali chiedono, senza ottenerla, clemenza per la donna. Decidono allora di dichiarare una guerra agli Asi, che si rivelerà estenuante e incerta fino al momento della stipulazione del trattato di pace.
La supremazia degli Asi viene però stabilita con la seconda guerra contro i Vani, successiva alla creazione di Yggdrasill, che ebbe come epilogo la stipulazione di un patto sacro che portò ad una sorta di integrazione dei due pantheon.
In merito a quest'ultima, la Vǫluspá riporta:
á rǫkstóla,

ginnheilǫg goð,

ok gættusk of þat,

hvárt skyldi æsir

afráð gialda,

eða skyldi goð öll

gildi eiga.

Fleygði Óðinn

ok í folk of skaut;

þas vas enn folkvíg

fyrst í heimi;

brotinn vas borðveggr

borgar ása,

knáttu vanir vísgpá

vǫllu sporna.

Þá genga regin ǫll

á rǫkstóla,

ginnheilǫg goð,

ok gættusk of þat,

hverr hefði lopt alt

lævi blandit

eða ætt iötuns

Óðs mey gefna.

Þórr einn þar vá

þrunginn móði,

hann sialdan sitr,

es slíkt of fregn;

á gengusk eiðar,

orð ok særi,

mál ǫll meginlig,

es á meðal fóru.»
ai troni del giudizio,

divinità santissime

e su questo deliberarono:

se avessero dovuto gli Asi

un tributo pagare

o avessero gli dèi tutti

diritto a un compenso.
Levava la lancia Odino
e la scagliava nella mischia:

quella fu la battaglia

prima nel mondo;

infranto il riparo di legno

della città degli Asi

minacciosi poterono i Vani

porre il piede in campo
Andarono allora gli dèi tutti

ai troni del giudizio

divinità santissime

e su questo deliberarono:

chi avesse nell'aria

immesso il male

e alla progenie dei giganti

dato la compagna di Óðr.
Là solo Thor si levò

gonfio di furore:

non indugiò un istante

quando seppe tali fatti.

Ruppero i giuramenti,

le parole e i sacri voti,

ogni possente patto

che fra loro avevano stretto.»
(Edda poetica - Völuspá - Profezia della Veggente XXIII-XXVI)
La presenza di due pantheon distinti nella teologia scandinàva è stata variamente interpretata dagli studiosi. Una prima ipotesi, popolare per tutta la prima metà del XX secolo e non ancora completamente tramontata, sosteneva che la compresenza di due distinti gruppi di divinità, gli Asi ed i Vani, avesse ragioni storiche legate alle migrazioni delle genti germaniche nel nord Europa ed al loro confronto con le popolazioni autoctone.
Tale interpretazione aveva radici molto profonde, giacché rimontava appunto ad opere pseudo-storiche come la Saga degli Ynglingar (cap. 4) di Snorri Sturluson o le Gesta Danorum (libro I, 7) di Saxo Grammaticus, in cui si trattava di Asi e Vani nei termini di due popolazioni della remota antichità. In particolare, Snorri, dopo aver ricordato la guerra tra Asi e Vani, aveva poi narrato di come gli Asi avessero intrapreso una lunga migrazione che dalla natia Scizia li avrebbe portati nel Nord Europa.
Ma in seguito altri studiosi, tra cui Jan De Vries e Georges Dumézil, notarono un'unità intrinseca nei rapporti tra Asi e Vani. I due gruppi apparivano essere, secondo l'opinione di questi esegeti, i termini complementari di una struttura unitaria. Non si trattava dunque di due pantheon distinti ma di un singolo pantheon di natura duale, i cui due gruppi divini erano fortemente caratterizzati in senso funzionale: gli Asi si occupavano delle sfere del sacro inerenti alla sovranità, alla sapienza, al diritto e alla guerra, mentre i Vani si occupavano essenzialmente della ricchezza e della fecondità. Il mito della guerra tra le due stirpi semplicemente ne giustificava la coesistenza, quindi la riunione delle diverse funzioni in un sistema unico.
Un'analisi più dettagliata, basata sulla comparazione con miti omologhi, mostrò in seguito come entrambi i termini di questo pantheon avessero una medesima origine di matrice indoeuropea. Dumézil indicò molti esempi tratti da varie mitologie, a dimostrare che la struttura complessiva del pantheon germanico — nella compresenza tra Asi e Vani — apparteneva in realtà al più antico pensiero mitico indoeuropeo.
Dell'importanza degli Asi, certa in epoca vichinga, testimoniano molti toponimi, come in Svezia: Åsaka, Åslunda, Aspberg; in Norvegia Aaseral (*Ásarall), Oslo (Ósló) ("bosco sacro degli Asi"); ma anche molti nomi di persona come Ásbjörn, Ásgautr, Ásgrímr, Ásketill, Ásmundr, Ásúlfr, Ásvaldr, come nomi maschili e Ása, Ásbjörg, Ásgerðr, Áshildr, Áslaug e Ásleif, come nomi femminili.

## Il culto
I primi segni del culto degli Asi appare già nelle iscrizioni runiche: ad esempio nella fibula di Vimose (Fionia, Danimarca, inizio del III secolo), si possono leggere anche le parole aasau wija che significano probabilmente ("all'Ase consacro"); similmente anche nella pietra di Mycklebostad (Møre e Romsdal, Norvegia, IV-V secolo), è incisa la parola asugas dal significato non ancora noto, forse "di [colui che] appartiene agli Asi" o asugasdiR (dalla parola *Ásgestr "ospite degli Asi"); infine sull'incisione dell'asta di una lancia di Kragehul (Fionia, Danimarca, inizio del VI secolo), su cui tra le altre cose è possibile leggere asugisalas ("dell'ostaggio degli Asi").